# Isturgia conspicuata
Isturgia conspicuata là một loài bướm đêm trong họ Geometridae.